# Gmina Cakran
Gmina Cakran (alb. Komuna Cakran) – gmina położona w środkowej części Albanii. Administracyjnie należy do okręgu Fier w obwodzie Fier. W 2011 roku populacja gminy wynosiła 11 722 osób w tym 5675 kobiety oraz 6047 mężczyzn, z czego Albańczycy stanowili 81,57% mieszkańców. 
W skład gminy wchodzi dziewięć miejscowości: Buzmadhe, Cakran, Cakrani i Ri, Floq, Gorishovë, Gjonçë, Gjorgos, Humbar, Kreshpan.